# (23589) 1995 UR6
1995 يو أر 6 (ويعرف أيضًا باسم (23589) 1995 يو أر 6 وفق تسمية الكوكب الصغير) (بالإنجليزية: 1995 UR6)‏ هو كويكب ضمن حزام الكويكبات؛ وترتيبه 23589 من حيث الاكتشاف.
اكتُشف هذا الجُرم الفلكي بواسطة Andrea Boattini ‏ في 23 أكتوبر 1995.

## وصلات خارجية
- (23589) 1995 UR6 في قاعدة بيانات مختبر الدفع النفاث لأجرام النظام الشمسي الصغيرة

- الاكتشاف · مخطط المدار ·  العناصر المدارية · المعلمات المادية

- (23589) 1995 UR6 على موقع ويكي سكاي: DSS2, SDSS, GALEX, IRAS, Hydrogen α, X-Ray, Astrophoto, Sky Map, Articles and images